# Worlds Collide
World Collide is het derde en voorlaatste studioalbum van de Britse muziekgroep Hudson Ford. Het album werd opgenomen in de Sterling Sound Studio in Ascot van januari tot en met maart 1975. De band was ontstaan nadat Richard Hudson en John Ford Strawbs hadden verlaten. De binding met die band is echter levensgroot op dit album. De geluidskwaliteit van dit album is redelijk.

## Musici
- Richard Hudson – zang, gitaar, percussie (eerder en later Strawbs)
- John Ford – zang, basgitaar, akoestische gitaar (eerder en later Strawbs)
- Chris Parren – toetsinstrumenten (later Strawbs)
- Ken Laws – slagwerk
- Dick Morrisey – saxofoon op 8 en 10 (voorheen If)
- Tom Allom – orgel op 4 (ook producer en geluidsman Strawbs)
- John Mealing – arrangementen voor strijkinstrumenten en koperblazers (ook Strawbs, eerder If )

## Composities
Alle muziek en teksten zijn geschreven door Hudson Ford. 
| Nr. | Titel                   | Duur |
| --- | ----------------------- | ---- |
| 1.  | Did worlds collide      |      |
| 2.  | Mechanics               |      |
| 3.  | When love has overgrown |      |
| 4.  | As hours go by          |      |
| 5.  | Bootleg                 |      |

| Nr. | Titel            | Duur |
| --- | ---------------- | ---- |
| 1.  | Jesus said       |      |
| 2.  | Day without love |      |
| 3.  | Petro rock       |      |
| 4.  | Mile high city   |      |
| 5.  | Keep me rolling  |      |

Het muziekalbum verscheen eind 2009 voor het eerst op compact disc. Het Spaanse platenlabel Retro Disc International is echter weinig bekend. Men vermoedde dat de cd’s aan de hand van verbeterde elpeeopnamen tot stand zijn gekomen; de site van Strawbs vermeldde dat het illegale persingen zijn. Fans brachten daartegenin dat A & M Records waarschijnlijk nooit tot heruitgave zou overgaan, daarvoor was /is de band te onbekend. 

## Bron
- de compact disc
- Strawbsweb.co.uk